# Джибелліна
Джибелліна (італ. Gibellina, сиц. Gibbiddina) — муніципалітет в Італії, у регіоні Сицилія,  провінція Трапані.
Джибелліна розташована на відстані близько 460 км на південь від Рима, 55 км на південний захід від Палермо, 38 км на південний схід від Трапані.
Населення — 4152 особи (2014).

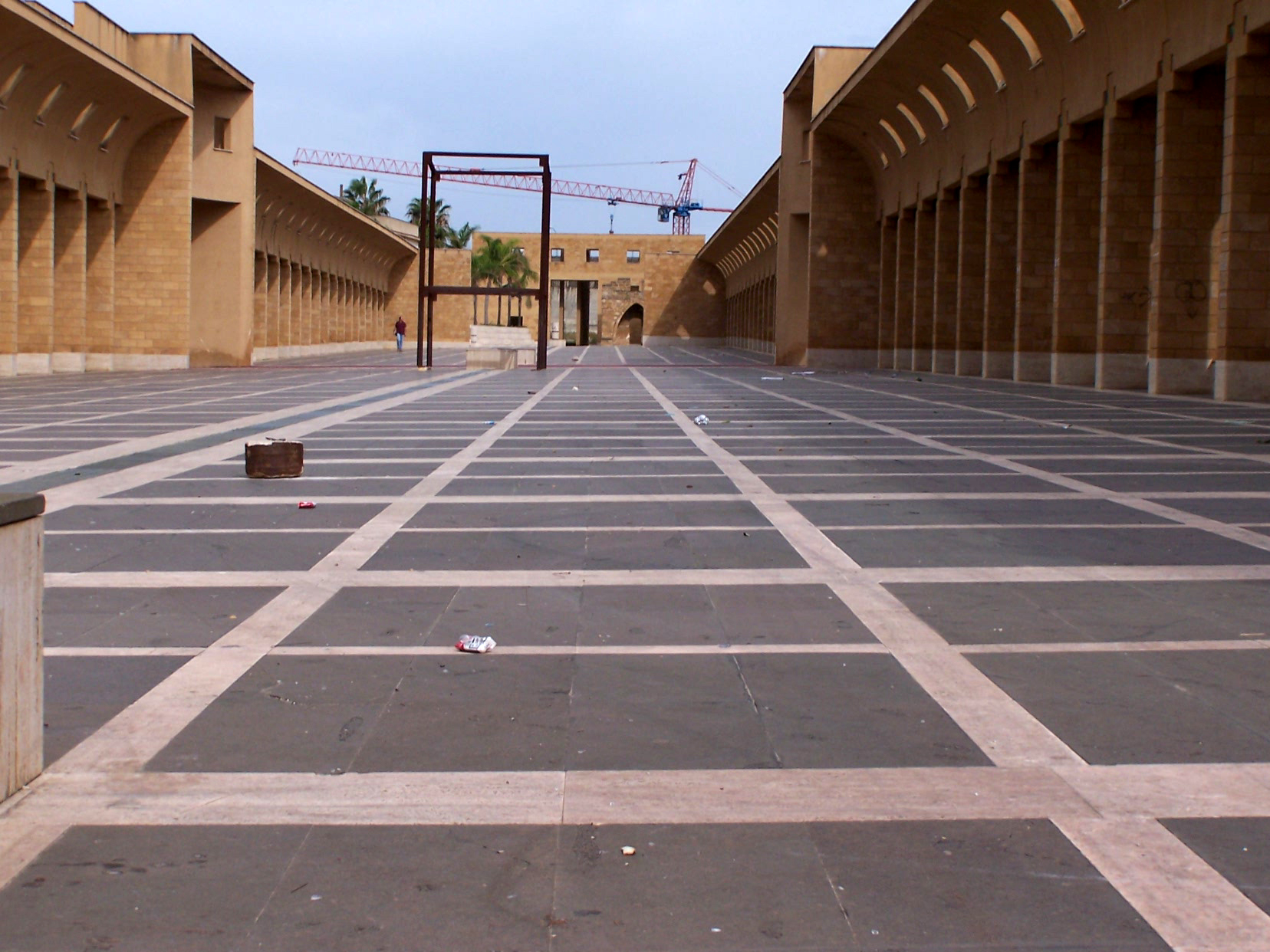

Щорічний фестиваль відбувається 16 серпня. Покровитель — святий Рох.

## Демографія
Населення за роками:

Станом на 1 січня 2023 року в муніципалітеті офіційно проживали 82 іноземці з 11 країн, серед них 42 громадяни країн Євросоюзу.

## Сусідні муніципалітети
- Салемі
- Санта-Нінфа
- Партанна
- Поджореале
- Кастельветрано
- Салапарута
- Віта